# Derby Museum and Art Gallery
Derby Museum and Art Gallery er (som navnet antyder) et museum i Derby, England. Museet blev etableret i 1879, sammen med Derby Central Library, i en ny bygning tegnet af Richard Knill Freeman og foræret til byen af Michael Thomas Bass. Samlingen omfatter et galleri med tegninger af Joseph Wright of Derby; det er også en afdeling for Royal Crown Derby og andet porcelæn fra Derby og omegn. Desuden er der samlinger for arkæologi, heriblandt Hanson-stammebåden, naturhistorie, geologi og militær. Kunstgalleriet åbnede i 1882.
Kunstsamleren Alfred E. Goodey samlede på værker af Derby Sketching Clubs medlemmer og gav i 1940'erne sin samling til Derby Museum and Art Gallery. 

## Samlingen
- The Alchymist in Search of the Philosopher's Stone, Wright, 1771
- A Philosopher Lecturing on the Orrery, Wright, 1766
- Fra porcelænssamlingen
- Sankt Alkmunds sarkofag
- Allenton-flodhesten, et 120.000 år gammelt flodhesteskelet i den naturhistoriske samling
- "The King of Rome"